# 古俣健次
古俣 健次（こまた けんじ、1964年7月15日 - ）は新潟県新潟市出身の元サッカー選手、サッカー指導者。サッカー解説者。

## 来歴
新潟工業高校から大阪商業大学を経て、1987年に日本サッカーリーグ(JSL)のヤマハ発動機（現ジュビロ磐田）に入団。1987/88年シーズンで全試合に出場し、新人王を受賞。日本代表合宿に招集され、松永成立、武田修宏、黒崎久志、菊原志郎らと共にマラハリムカップに出場し、優勝に貢献した。ジャパンフットボールリーグを経て、ジュビロがJリーグ昇格後の1994年まで主力の一角としてプレーしたが、1995年は頸椎の骨折や、同じポジションのドゥンガ加入などが原因でわずか1試合の出場に留まり、オフに戦力外通告を受けて退団した。
翌1996年からは新天地としてフランツ・ファン・バルコム監督率いる北信越サッカーリーグのアルビレオ新潟FC（現アルビレックス新潟）を選んだ。元Jリーガーとしての経験を生かし、当時アマチュア程度の意識しか無かったチームメイト達をプロサッカー選手として意識改革。1年目にして北信越リーグを優勝、MVPに選出される。又チーム内外での絶大的な存在感から、1997年北信越リーグのホームゲーム選手紹介アナウンスで「ミスター・アルビレックス」と称され、アルビレックス新潟の北信越リーグ2連覇、ジャパンフットボールリーグ昇格に貢献した。1998年途中、度重なる怪我の悪化により現役を引退した。
現在はサッカー解説者や、新潟市西蒲区のJr.Jrユースサッカークラブ「フリーダム新潟FC」代表理事、北信越クラブユースサッカー連盟理事長を務め、日本クラブユースサッカー連盟、北信越サッカー協会、新潟県サッカー協会の理事としても活動、新潟市西蒲区の潟東サルビアサッカー場の施設長となっている。
又怪我の治療目的で始めたアロマセラピーの講師を務めるなど、引退後も多方面で活躍している。

## 選手時代の特徴
- 93年暮れに右足首を手術し、翌年のJリーグに万全の備えで臨んだ[2]。
- 守備的なMFとして中盤の底に位置し、ハードなマークで相手の攻撃の芽を摘むプレーが特徴。小柄な体ではあれど、抜群のスタミナを生かして戦うファイター[2]だった。

## 所属クラブ
- 新潟工業高校
- 大阪商業大学
- 1987年 - 1995年 ヤマハ発動機/ジュビロ磐田
- 1996年 - 1998年 アルビレオ新潟FC/アルビレックス新潟

## 個人成績
| 国内大会個人成績 | 国内大会個人成績 | 国内大会個人成績 | 国内大会個人成績 | 国内大会個人成績 | 国内大会個人成績 | 国内大会個人成績 | 国内大会個人成績 | 国内大会個人成績 | 国内大会個人成績 | 国内大会個人成績 | 国内大会個人成績 |
| 年度             | クラブ           | 背番号           | リーグ           | リーグ戦         | リーグ戦         | リーグ杯         | リーグ杯         | オープン杯       | オープン杯       | 期間通算         | 期間通算         |
| 年度             | クラブ           | 背番号           | リーグ           | 出場             | 得点             | 出場             | 得点             | 出場             | 得点             | 出場             | 得点             |
| 日本             | 日本             | 日本             | 日本             | リーグ戦         | リーグ戦         | JSL杯/ナビスコ杯 | JSL杯/ナビスコ杯 | 天皇杯           | 天皇杯           | 期間通算         | 期間通算         |
| ---------------- | ---------------- | ---------------- | ---------------- | ---------------- | ---------------- | ---------------- | ---------------- | ---------------- | ---------------- | ---------------- | ---------------- |
| 1987-88          | ヤマハ           | 22               | JSL1部           | 22               | 0                | 1                | 0                | 0                | 0                | 23               | 0                |
| 1988-89          | ヤマハ           | 22               | JSL1部           | 22               | 0                | 2                | 0                | 2                | 0                | 26               | 0                |
| 1989-90          | ヤマハ           | 22               | JSL1部           | 12               | 0                | 1                | 0                | 2                | 0                | 15               | 0                |
| 1990-91          | ヤマハ           | 22               | JSL1部           | 9                | 0                | 2                | 0                |                  |                  |                  |                  |
| 1991-92          | ヤマハ           | 22               | JSL1部           | 5                | 0                | 1                | 0                |                  |                  |                  |                  |
| 1992             | ヤマハ           |                  | 旧JFL1部         | 10               | 1                | -                | -                |                  |                  |                  |                  |
| 1993             | 磐田             |                  | 旧JFL1部         | 5                | 0                | 1                | 0                | 0                | 0                | 6                | 0                |
| 1994             | 磐田             | -                | J                | 26               | 0                | 4                | 0                | 0                | 0                | 30               | 0                |
| 1995             | 磐田             | -                | J                | 1                | 0                | -                | -                | 0                | 0                | 1                | 0                |
| 1996             | 新潟             | 18               | 北信越           |                  |                  | -                | -                | 1                | 0                |                  |                  |
| 1997             | 新潟             | 18               | 北信越           |                  |                  | -                | -                | 2                | 0                |                  |                  |
| 1998             | 新潟             | 18               | 旧JFL            | 10               | 1                | -                | -                | 0                | 0                | 10               | 1                |
| 通算             | 日本             | 日本             | J                | 27               | 0                | 4                | 0                | 0                | 0                | 31               | 0                |
| 通算             | 日本             | 日本             | JSL1部           | 70               | 0                |                  |                  |                  |                  |                  |                  |
| 通算             | 日本             | 日本             | 旧JFL            | 25               | 2                | 1                | 0                |                  |                  |                  |                  |
| 通算             | 日本             | 日本             | 北信越           |                  |                  | -                | -                |                  |                  |                  |                  |
| 総通算           |                  |                  |                  |                  |                  |                  |                  |                  |                  |                  |                  |

その他の公式戦
- 1990年
  - コニカカップ 8試合0得点
- 1991年
  - コニカカップ 4試合1得点

## 個人タイトル
- 1987/88年 日本サッカーリーグ：新人王
- 1996年 北信越サッカーリーグ：MVP